# Риди (Западна Вирџинија)
Риди (енгл. Reedy) град је у америчкој савезној држави Западна Вирџинија.

## Демографија
По попису из 2010. године број становника је 182, што је 16 (-8,1%) становника мање него 2000. године.
| Група             | 2000.       | 2010.       |
| Белци             | 197 (99,5%) | 176 (96,7%) |
| Афроамериканци    | 0 (0,0%)    | 3 (1,6%)    |
| Азијати           | 0 (0,0%)    | 0 (0,0%)    |
| Хиспаноамериканци | 0 (0,0%)    | 2 (1,1%)    |
| Укупно            | 198         | 182         |